# Wojciech Długoraj
Wojciech Długoraj (ur. 1557 lub 1558 w Gostyniu, zm. po 1619) – polski kompozytor i lutnista.

## Życiorys
Od dzieciństwa był na służbie dworu hetmana Samuela Zborowskiego. Jako wirtuoz lutni zyskał sobie duże uznanie. Po skazaniu jego chlebodawcy na banicję za warcholstwo, awanturnictwo i dokonanie zabójstwa (Zborowski musiał 1574 uchodzić z kraju i osiadł w Siedmiogrodzie), Wojciech Długoraj znalazł się w tarapatach i 1574 uciekł z dworu Zborowskich. Przebywał w klasztorze karmelitów, ale ostatecznie złożył śluby zakonne 12 maja 1580 u bernardynów w Krakowie. Rok później został jednak usunięty z klasztoru za niewłaściwy tryb życia. Kiedy po wybraniu na króla Polski księcia Siedmiogrodu Stefana Batorego, Zborowski mógł wrócić do kraju, Długoraj wznowił z nim kontakty (prawdopodobnie Zborowski zmusił Długoraja do dalszej służby na swoim dworze). Muzyk nie pozostał jednak lojalny i przekazał Janowi Zamoyskiemu dokumenty świadczące o udziale Zborowskiego w spisku na życie króla. Samuelowi Zborowskiemu udowodniono przygotowywanie zamachu na władcę, co spowodowało skazanie na karę śmierci i ścięcie Zborowskiego w Krakowie 26 maja 1584. Długoraj przez krótki czas był lutnistą królewskim, ale wkrótce musiał uciekać przed zemstą rodu Zborowskich i wyjechał do Niemiec – resztę życia spędził prawdopodobnie w Lipsku i Wittenberdze.
Wojciech Długoraj mimo swego bogatego w perypetie i sensacje życia, pozostawał wciąż znanym artystą. W grze na lutni był uważany za następcę słynnego Walentina Bakfarka. Jego utwory zachowały się w tabulaturze Thesaurus harmonicus z 1603, rękopiśmiennej tzw. Tabulaturze Długoraja, oraz w pojedynczych drukach wydanych w Kolonii. Są to utwory na lutnię – villanelle, fantazje lutniowe, tańce polskie. Charakteryzują się melodyjnością i błyskotliwym wirtuozostwem, ale też występuje w nich często faktura polifoniczna.